# Mukat
Mukat (Mokat, Mukot, Mokut, Mo-Cot), Mukat je bio bog stvoritelj plemena Cahuilla i Cupeño. Za razliku od domorodačkih kultura u ostatku Sjeverne Amerike, Cahuilla i druga sonorska plemena u jugoistočnoj Kaliforniji i jugozapadnoj Arizoni nisu svog Stvoritelja smatrali dobronamjernim duhom ili prijateljem čovječanstva - bio je hirovit i opasan. Otjerao je njihovu zaštitnicu Menily koja ih je podučavala umijeću civilizacije.
Mukat je bio brat blizanac Temayaweta, koji su se borili oko toga tko je stariji. Mukat, koji je polako i pažljivo radio na zadatku stvaranja, i koji je promovirao oprez, preciznost i urednost pred izazovima, pobijedio je nad svojim bratom, koji je "radio brzo i nerazborito". Potonji je otišao u podzemni svijet. Nažalost, Mukat nije bio dosljedno dobročudan. Učio je svoje ljude kako živjeti, ali je povremeno bio sklon dati im loše savjete u duhu prijevare. Također je otjerao Menily (mjesečevu djevojku), koja je ljudima davala dodatne savjete kako živjeti. Njegovi su ga ljudi iz tih razloga čarobno ubili, a dok je ležao na samrti, dao je upute za njegovo kremiranje. Unatoč mjerama opreza, Kojot je uspio ukrasti Mukatovo srce s gorućeg leša i pobjeći s njim u pustinju, gdje je ostavilo crveni pigment gdje je položeno. Priča o kremiranju pjeva se na Nukil ceremonijama, koje se pjevaju svake godine (ili dvije) u spomen na one koji su umrli od posljednjeg nukila. To su bile najsvetije ceremonije Cahuilla.